# John Savage (acteur)
Pour les articles homonymes, voir Savage et John Savage.
John Savage [ˈd͡ʒɑn ˈsævɪd͡ʒ] est un acteur et producteur américain, né le 25 août 1949 à Old Bethpage (État de New York).

## Biographie

### Carrière
Son premier rôle majeur est celui de Steven dans le film de 1978, Voyage au bout de l'enfer, qui raconte l'histoire d'un groupe d'ouvriers métallurgistes américains d'origine russe pendant la guerre du Viêt Nam.
Un de ses rôles les plus célèbres est Claude Bukowski dans le film Hair (1979). Il a fait une apparition brève dans l'épopée de guerre de Terrence Malick, La Ligne rouge.
Depuis une vingtaine d'années, il apparaît autant sur le petit que sur le grand écran. Il jouait le personnage Donald Lydecker dans les deux premières saisons de Dark Angel et a interprété le captaine Ransom dans un double épisode de la saison 5 et 6 de Star Trek: Voyager.
Il a également joué le personnage récurrent Henry 'Hack' Scudder dans la série télévisée produite par HBO, La Caravane de l'étrange de 2003 à 2005.

### Vie privée
Il est en couple avec l'actrice Blanca Blanco depuis 2008.

## Filmographie

### Comme acteur

#### Cinéma
- 1954 : Chevauchée avec le diable (Ride Clear of Diablo)
- 1958 : Stakeout on Dope Street (en)
- 1969 : The Master Beater de Charles Carmello : Rocco
- 1971 : Love Is a Carousel de Roy P. Cheverton : Boy Friend
- 1972 : Les rebelles viennent de l'enfer (Bad Company) de Robert Benton : Loney
- 1973 : The Killing Kind de Curtis Harrington : Terry Lambert
- 1973 : Steelyard Blues d'Alan Myerson : Kid
- 1974 : The Sister-in-Law (en) de Joseph Ruben : Robert Strong
- 1978 : Voyage au bout de l'enfer (The Deer Hunter) de Michael Cimino : Steven
- 1979 : Hair de Miloš Forman : Claude
- 1979 : Tueurs de flics (The Onion Field) de Harold Becker : Karl Hettinger
- 1980 : Rendez-vous chez Max's (Inside Moves) de Richard Donner : Roary
- 1981 : Winchester et Jupons courts (Bil Doolin, le hors la loi), (Cattle Annie and Little Britches) de Lamont Johnson : Bittercreek Newcomb
- 1981 : L'Homme de Prague (The Amateur) de Charles Jarrott : Charles Heller
- 1983 : Hosszú vágta de Pal Gabor : Brady
- 1984: Maria's Lovers de Andrei Konchalowsky : Ivan
- 1984 : Vengeance of a Soldier de David Worth : Frank Morgan
- 1986 : Salvador de Oliver Stone : John Cassady
- 1986 : La Belle et la Bête de Eugene Marner : Bête / Prince
- 1987 : Hôtel Colonial de Cinzic Torrini : Marco Venieri
- 1987 : Caribe : Jeff Richardson
- 1988 : Any Man's Death de Tom Clegg : Leon Abrahams
- 1988 : Street Generation (The Beat) de Paul Mones : Frank Ellsworth
- 1989 : Do the Right Thing de Spike Lee : Clifton
- 1990 : Voice in the Dark de Vincent G. Cox
- 1990 : Point of View
- 1990 : Ottobre rosa all'Arbat : Boris
- 1990 : Le Parrain 3 (The Godfather: Part III) de Francis Ford Coppola : Père Andrew Hagen
- 1991 : Hunting de Frank Howson : Michael Bergman
- 1991 : Buck ai confini del cielo de Tonino Ricci : Wintrop
- 1991 : Door to Silence : Melvin Devereux
- 1992 : Favola crudele de Roberto Leoni : Roy Kramer
- 1992 : Primary Motive de Daniel Adams : Wallace Roberts
- 1994 : Red Scorpion 2 de Michael Kennedy : Andrew Kendrick
- 1994 : Killing Obsession de Paul Leder : Albert
- 1994 : Deadly Weapon de Vincent Riotta (en) : Sanders
- 1994 : The Dangerous de Rod Hewitt et David Winters : Emile Lautrec
- 1994 : Berlin '39 de Sergio Sollima : Wieland
- 1994 : Avec les compliments d'Alexa (CIA II: Target Alexa) de Lorenzo Lamas : Franz Kluge
- 1995 : The Takeover (vidéo) : Greg
- 1995 : Firestorm : Brinkman
- 1995 : Fatal Choice : Drury
- 1995 : Carnosaur 2 de Louis Morneau : Jack Reed
- 1995 : Crossing Guard (The Crossing Guard) de Sean Penn : Bobby
- 1996 : Where Truth Lies de William H. Molina : Dr Ian Lazarre
- 1996 : Confiance aveugle (One Good Turn) : Santapietro
- 1996 : Managua de Michael Taverna : Dennis
- 1996 : Flynn : Joe Stromberg
- 1996 : Amnesia : Tim Bishop
- 1996 : Lame de fond (White Squall) de Ridley Scott : McCrea, un marin de l'Albatross / Professeur d'anglais
- 1996 : American Strays de Michael Apted : Dwayne
- 1996 : The Mouse de Daniel Adams : Bruce 'The Mouse' Strauss
- 1997 : Ultimo taglio de Marcello Avallone : Leo Kimball
- 1997 : Notti di paura
- 1997 : Little Boy Blue de Antonio Tibaldi : Ray West
- 1997 : Hollywood Safari de Henri Charr: Deputy Rogers
- 1997 : Hostile Intent de Jonathan Heap : Bear
- 1997 : Et Hjørne af paradis de Peter Ringgaard : Padre Louis
- 1998 : Centurion Force de Troy Cook
- 1998 : Club Vampire : Zero
- 1998 : La Ligne rouge (The Thin Red Line) de Terrence Malick : Sergent McCron
- 1999 : Something Between Us : Hugh Sutpen
- 1999 : Frontline de Quinton Peeples : Capitaine Wolfgang Mueller
- 1999 : Christina's House de Gavin Wilding : James Tarling
- 1999 : Une bouteille à la mer (Message in a Bottle) de Luis Mandoki : Johnny Land
- 1999 : Summer of Sam de Spike Lee : Simon
- 2001 : Dead Man's Run de Robert Hyatt : Carver
- 2001 : Burning Down the House de Philippe Mora
- 2002 : Redemption of the Ghost de Richard Friedman : Shérif Burns
- 2002 : The Anarchist Cookbook de Jordan Susman : Johnny Red
- 2003 : Intoxicating de Mark David : William Shanley
- 2003 : Easy Six de Chris Iovenko : Frank Iverson
- 2004 : Fallacy de Jeff Jensen : Heathcliff
- 2004 : Admissions de Melissa Painter : Harry Brighton
- 2004 : Downtown: A Street Tale de Rafal Zielinski : H2O
- 2005 : Aimée Price : Antiquarian
- 2005 : Iowa de Matt Farnsworth : Irv Huffman
- 2005 : Freefighter de Art Camacho : McGee
- 2005 : Le Nouveau Monde de Terrence Malick : Savage
- 2006 : Kill Your Darlings : Rock
- 2006 : The Drop (The Drop) de Kevin Lewis : Mr Zero
- 2006 : Shut Up and Shoot! de Silvio Pollio : Marty Pearlheimer
- 2006 : No Destination : Billy
- 2009 : Handsome Harry de Bette Gordon : Peter Rheems
- 2010 : Bereavement de Stevan Mena
- 2011 : Summer Song : Jim
- 2011 : Nephilim : père Samuel
- 2014 : Bullet de Nick Lyon : Gouverneur Johnson
- 2015 : Tales of Halloween
- 2017 : Trois Secondes (Going Vertical) : Henry Iba
- 2017 : L'Empire des requins : Ian Fein
- 2018 : The Last Full Measure de Todd Robinson : Kepper

#### Télévision
- 1974 : Les Inconnus du désert (All the Kind Strangers) (TV) : Peter
- 1975 : The Turning Point of Jim Malloy (TV) : Jim Malloy
- 1975 : Eric (TV) : Eric Swensen
- 1976 : Gibbsville (série télévisée) : Jim Malloy
- 1982 : Coming Out of the Ice (TV) : Victor Herman
- 1984 : The Little Sister (TV) : Tim Donovan
- 1984 : Maria's Lovers : Ivan Bibic
- 1984 : Nairobi Affair (TV) : Rick Cahill
- 1985 : Affaires non classées (Silent Witness) (TV) : Kevin Dunne
- 1987 : Desperate (TV) : Noah
- 1988 : Date Rape (TV) : Bernie
- 1989 : Great Expectations (feuilleton TV) : Urchin
- 1991 : La Montagne de diamants (Mountain of Diamonds) (TV) : Blaine
- 1993 : The Accident (TV) : le policier
- 1993 : Love Off Limits (TV) : Ben Kane
- 1993 : Daybreak (TV) : le président
- 1994 : Shattered Image (TV) : David
- 1994 : Les Contes de la crypte (série télévisée) : Benny (épisode Revenge is the Nuts)
- 1995 : OP Center (TV) : Bob Herbert
- 1995 : X-Files : Aux frontières du réel (série télévisée):  Henry Trondheim  (saison 2 épisode 19: Le vaisseau fantôme)
- 1995 : Au-delà du réel : L'aventure continue - Une deuxième chance : Lucas
- 1997 : Les Ailes de l'amour (Before Women Had Wings) (TV) : Billy Jackson
- 1998 : Mia, Liebe meines Lebens (feuilleton TV) : Spitz
- 1998 : Les Etranges conversations de Meggan (Nightworld: Lost Souls) (TV) : Victor Robinson
- 1999 : Jack Bull (The Jack Bull) (TV) : Slater
- 2000 : The Virginian (TV) : Steve
- 2000 : Éclosion (They Nest) (TV) : Jack Wald
- 2000 : Star Trek: Voyager (série télévisée) : capitaine Rudolph Ransom III de l'USS Equinox
- 2000-2001 : Dark Angel (série télévisée) : Donald Lydecker
- 2003 : La Caravane de l'étrange (série télévisée) : Henry Scudder (Hack) (2003-2005)
- 2004 : Predatorman (Alien Lockdown) (TV) : Dr Woodman
- 2004 : Sucker Free City (TV) : Anderson Wade
- 2005 : New York, unité spéciale (saison 6, épisode 13) : Lucas Briggs
- 2006 : Father and Son : père
- 2009 : Fringe (série télévisée) : André Hughes
- 2017 : Twin Peaks (saison 3, épisode 13) : détective Clark

### Comme producteur

#### Cinéma
- 1996 : The Mouse

#### Télévision
- 1993 : Children of Africa (TV)

## Voix françaises

### En France
- Bernard Murat dans :
  - Voyage au bout de l'enfer (1979)
  - Rendez-vous chez Max's (1980)
  - L'Homme de Prague (1981)
  - Le Survivant des glaces (téléfilm, 1982)

et aussi
- Guy Chapellier dans Maria's Lovers (1984)
- Hervé Bellon dans Le Parrain, 3e partie (1990)